# La Higuera, Durango
La Higuera är en ort i Mexiko.   Den ligger i kommunen Tamazula och delstaten Durango, i den centrala delen av landet, 900 km nordväst om huvudstaden Mexico City. La Higuera ligger 844 meter över havet och antalet invånare är 131.
Terrängen runt La Higuera är bergig åt nordost, men åt sydväst är den kuperad. Runt La Higuera är det mycket glesbefolkat, med 5 invånare per kvadratkilometer. Närmaste större samhälle är Los Remedios, 9,1 km sydväst om La Higuera. I omgivningarna runt La Higuera växer huvudsakligen savannskog.